# Brachyurophis approximans
Brachyurophis approximans là một loài rắn trong họ Rắn hổ. Loài này được Glauert mô tả khoa học đầu tiên năm 1954.